# 若昂·多坎托·伊·卡斯特罗
若昂·多坎托·伊·卡斯特罗（葡萄牙語：João do Canto e Castro；1862年5月19日—1934年3月14日），是葡萄牙第一共和国时期的一名海军军官，也是葡萄牙第五任总统。他还曾短暂担任过第67任葡萄牙总理。

## 早年
他是若瑟·里卡多·达·科斯塔·席尔瓦·安图内斯将军和妻子玛丽亚·达·卡西卡奥·卡斯卡伦纳斯·瓦尔迪兹的儿子。
1891年，他与第一任伊丹尼亚子爵的妹妹和第一任维拉·博伊姆子爵的侄女玛丽安娜·德圣安东尼奥·莫雷拉·弗雷拉·科雷亚·马诺·托雷斯·德阿比姆结婚，并有了孩子。

## 政治生涯
1918年9月9日，他被当时的总统西多尼奥·拜斯任命为海军部长，1918年12月14日拜斯被谋杀后，他临时代替了这一职位。
在他统治期间，葡萄牙发生了两次革命。第一次是在1918年12月的圣塔伦，由共和党人弗朗西斯科·达·库尼亚·利尔和阿尔瓦罗·泽维尔·德卡斯特罗领导。第二个是君主立宪制革命，于1919年1月由派瓦·科塞羅组织实施，他在一段时间内成功控制了北部地区，也就是所谓的北方君主立宪制。尽管卡斯特罗是一位君主主义者，但作为共和国总统，他不得不与捍卫自己理想的运动作斗争。
| 若昂·多坎托·伊·卡斯特罗 出生于：1862年5月19日逝世於：1934年3月14日 | 若昂·多坎托·伊·卡斯特罗 出生于：1862年5月19日逝世於：1934年3月14日 | 若昂·多坎托·伊·卡斯特罗 出生于：1862年5月19日逝世於：1934年3月14日 |
| 統治者頭銜                                                         | 統治者頭銜                                                         | 統治者頭銜                                                         |
| ------------------------------------------------------------------ | ------------------------------------------------------------------ | ------------------------------------------------------------------ |
| 前任者： 西多尼奧·拜斯                                             | 葡萄牙總理 1918年12月15日－1918年12月23日                          | 繼任者： 若昂·塔馬格尼尼·巴博薩                                    |
| 前任者： 西多尼奧·拜斯                                             | 葡萄牙總統 1918年12月16日－1919年10月5日                           | 繼任者： 安東尼奧·若澤·德·阿爾美達                                 |